# Günther von der Schulenburg (Offizier)
Karl Werner Günther Reichsgraf von der Schulenburg (* 20. August 1865 auf Schloss Oefte; † 4. März 1939 in Düsseldorf-Grafenberg) war ein deutscher Offizier, Publizist und Homosexuellen-Aktivist.

## Hintergrund und frühe Jahre

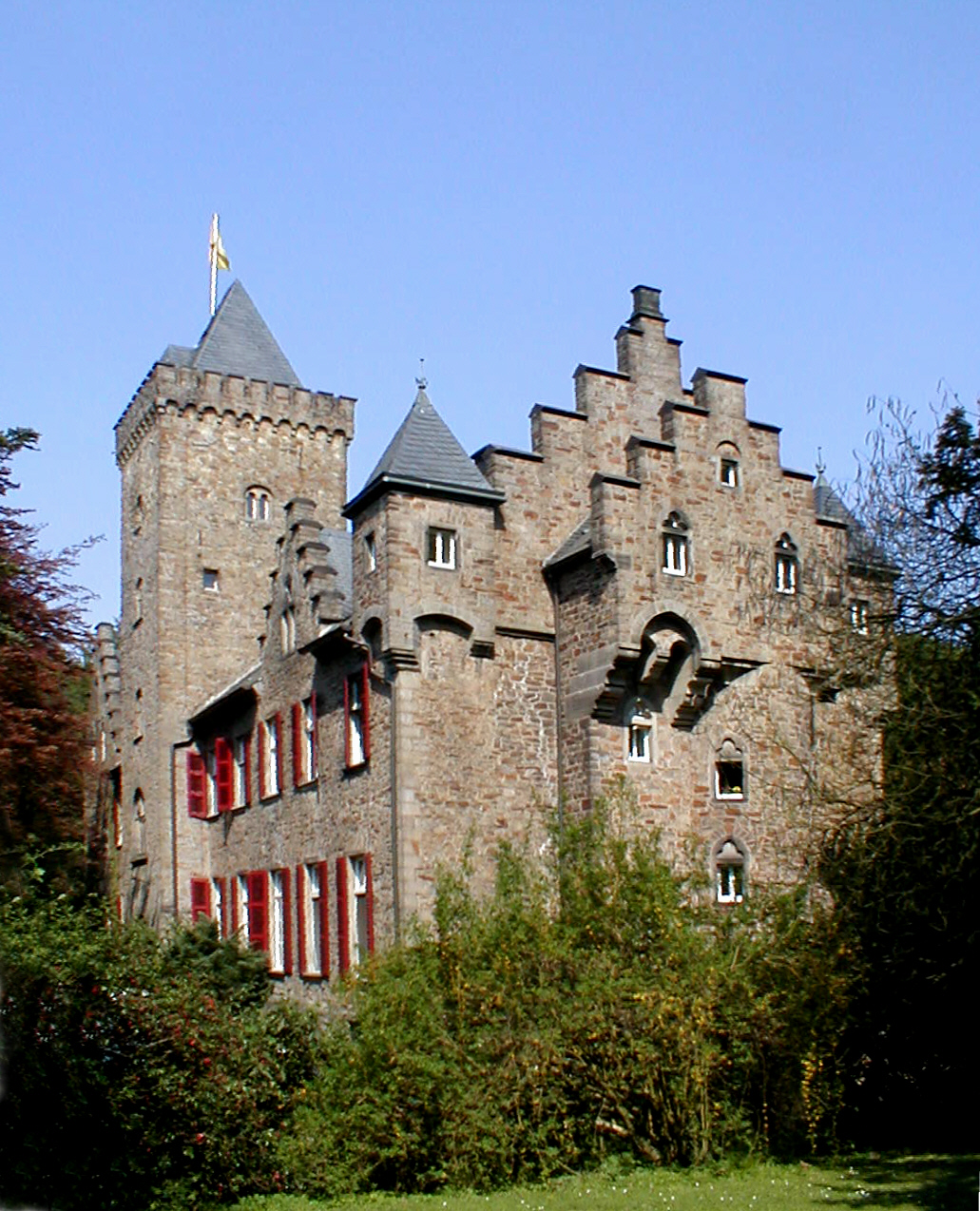
Schloss Oefte

Günther Graf von der Schulenburg wurde als Sohn des Majors und Kgl.-preuß. Kammerherrn Ernst Wilhelm August Graf von der Schulenburg (* 3. Juli 1832; † 23. März 1878), einem Sohn von Graf Werner von der Schulenburg-Wolfsburg, und dessen Frau Melanie Henriette Emilie Friederike von Helldorf (* 28. Juni 1835; † 26. April 1917), einer Tochter von Carl von Helldorff, auf dem Familiensitz Schloss Oefte bei Kettwig als eines von vier Kindern geboren. Damit entstammte er dem weitverzweigten Adelsgeschlecht Schulenburg. Bis zum elften Lebensjahr erhielt er Privatunterricht, anschließend besuchte er zwei Gymnasien in Thüringen. Nach seinem Schulabschluss ging er zum Militär und wurde bis zum Rittmeister befördert. Ab 1886 verwaltete er die Familiengüter und war finanziell unabhängig. 1892 ließ er das schlichte klassizistische Schloss Oefte durch den Hannoveraner Architekten Ferdinand Schorbach im neugotischen Stil grundlegend umgestalten. In seinem Heimatort war er gesellschaftlich anerkannt und integriert. 1889 heiratete er die belgische Adelige Jeanne van de Walle; das Ehepaar bekam zwei Kinder. Er selbst hatte vergeblich gehofft, durch eine Ehe von seiner homosexuellen Orientierung abgebracht zu werden.

## Aktivitäten
Schon während seiner Internatszeit hatte von der Schulenburg sexuelle Kontakte zu seinen Schulkameraden, später vorzugsweise zu jungen Männern zwischen 15 und 17 Jahren aus der Arbeiterklasse, die er zum Teil auch finanziell unterstützte. Um solche Kontakte zu finden, fuhr er häufig nach Köln. Sein eigener Sohn berichtete später, er sei von seinem Vater sexuell belästigt worden. Trotz mehrfacher polizeilicher Ermittlungen wurde er nie vor Gericht gestellt. 1898 kam es im Zusammenhang mit einem Annäherungsversuch von der Schulenburgs an einen Gymnasiasten in Köln zur Berichterstattung in Kölner Zeitungen. Daraufhin erhielt er zahlreiche Zuschriften von Homosexuellen, die ihn dazu brachten, sich nun ernsthaft mit seiner sexuellen Orientierung auseinanderzusetzen. Es kam zum Bruch mit seiner Familie, und von einer geplanten Kandidatur zum Reichstag trat er zurück.
Um 1900 trat Günther von der Schulenburg dem Wissenschaftlich-humanitären Komitee (WhK) bei und firmierte von 1903 bis 1908 als Kontaktmann des Rheinisch-Westfälischen Subkomitees, 1907 trat er nach mehreren öffentlichen Skandalen wieder aus. Außerdem versuchte er erfolglos, einen homosexuellen Adelsverein zu gründen. Unter dem Pseudonym Siegfried veröffentlichte er homoerotische Gedichte.
Als Günther von der Schulenburg 1904 von der bevorstehenden Heirat von Joseph von Fürstenberg erfuhr, unterrichtete er den künftigen Schwiegervater Clemens Freiherr von Schorlemer-Lieser von den homosexuellen Aktivitäten seines Schwiegersohnes. Von Fürstenberg beging zwei Tage nach der Rückkehr von seiner Hochzeitsreise Selbstmord. Daraufhin wurde von Schulenburg in seinen Kreisen gesellschaftlich geächtet. So wurde er 1906 beim Katholikentag in Essen von der Ehrentribüne verwiesen. Drei Jahre später veranlasste er den Publizisten Adolf Brand Reichskanzler Bernhard von Bülow als homosexuell zu outen, blieb aber dem folgenden Gerichtsverfahren fern, so dass Brand ohne Beweise blieb und wegen Verleumdung zu 18 Monaten Haft verurteilt wurde.
Am 14. August 1907 hielt von der Schulenburg vor dem WhK den Vortrag Homosexualität im Mittelalter und Nachmittelalter, der trotz fachlicher Defizite als erster wissenschaftlicher Beitrag zu diesem Thema angesehen werden kann. 1908 behauptete er in einem Zeitungsartikel, dass ein „gewisser Jansen“ einen „Päderastenclub aus Gymnasiasten“ gebildet habe; der „gewisse Jansen“ war Wilhelm Jansen, Führer der Wandervogel-Bewegung, der daraufhin alle seine Ämter niederlegen musste.
Hans von Tresckow, Leiter der Homosexuelleninspektion der Berliner Kriminalpolizei, äußerte später die Vermutung, dass die Denunziationen von der Schulenburgs Rache dafür waren, dass er wegen seiner „widernatürlichen Neigungen“ von seinen Standesgenossen gemieden wurde.

## Entmündigung und Haft
Aufgrund all dieser Vorfälle drang die Ehefrau von Günther von der Schulenburg, die unter anderem vom Kölner Erzbischof Anton Fischer in ihrem Vorhaben unterstützt wurde, auf eine Entmündigung ihres Mannes. Ihrem Antrag wurde 1909 vom Amtsgericht Velbert entsprochen. In einem 1911 erstellten Gutachten wurden ihm „degenerativer Irrsinn“ und „Geistesschwäche“ bescheinigt, da Homosexualität als Entmündigungsgrund nicht anerkannt worden wäre.
Während des Ersten Weltkriegs wurde von der Schulenburg aus der Schweiz wie aus Italien ausgewiesen und 1918 in Tirol, wo er Grundbesitz hatte, verhaftet. Offenbar befand er sich auf der Flucht. Wegen der Gründung einer Rheinischen Freiheitspartei, die eine Selbständigkeit des Rheinlandes anstrebte, wurde er 1923 wegen Hochverrats zu zwei Jahren Festungshaft verurteilt.